# Mario Casoni
Mario Casoni, né le 4 septembre 1939 à Finale Emilia (province de Modène, en Émilie-Romagne), est un pilote automobile italien sur circuits, à bord de monoplaces, de voitures de tourisme, de Grand Tourisme, et de Sport-prototypes, ainsi qu'en courses de côte.

## Biographie

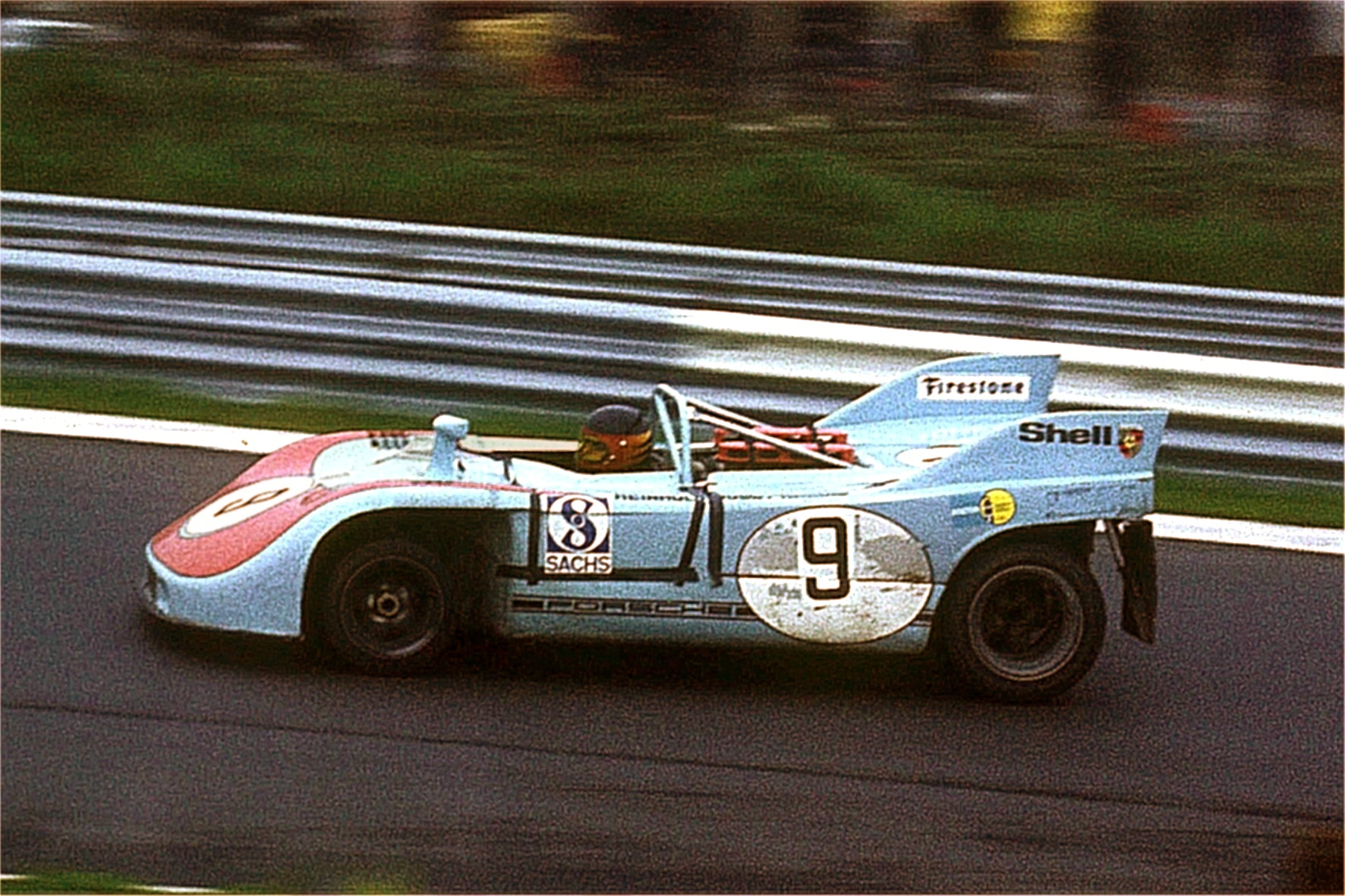
La Porsche 908 de Jöst, Wilhelm Bartels et Casoni, lors des 1 000 kilomètres du Nürburgring en 1972.

Sa carrière en sport automobile s'étale sur une vingtaine d'années, entre 1963 (Formula Junior italienne) et 1982 (5e des 1 000 kilomètres de Monza, sur Lancia Beta MonteCarlo Turbo).
En 1964, il est vice-champion d'Italie de Formule 3 derrière Geki (première édition de la compétition),  sur une Dagrada de la marque Lancia. La même année il remporte notamment au plan international la course de Caserte dans la discipline, sur De Tomaso-Ford pour l'écurie Stefano.
Lors du Championnat du monde des voitures de sport 1965, il s'impose dans deux épreuves, les 500 kilomètres de Mugello avec Antonio Nicodemi sur Ferrari 250 LM, puis lors de la Coupe de la cité d'Enna cette fois en solitaire et encore sur une 250 LM, de l'écurie Abarth (également après 500 kilomètres de course).
En 1968 il obtient sur Alfa Romeo Tipo 33 deux podiums (3e), à la Targa Florio avec Lucien Bianchi et lors des 500 kilomètres d'Imola avec Dino Dini (ainsi qu'en 1973 pour cette dernière épreuve).
Il inscrit son nom au palmarès de la Course de côte Ampus - Draguignan en 1970, avec une Abarth 2000 S. En championnat d'Europe de la montagne, il obtient le succès absolu à Montseny (1971, sur Porsche 908), et en championnat national à Vallcamonica (1966, sur Ford GT40), Ampus (1970), et Vallelunga (1978, sur Porsche).  
Avec Cesare Minganti, il gagne le premier Tour d'Italie automobile du renouveau, en 1973 sur une De Tomaso Pantera.

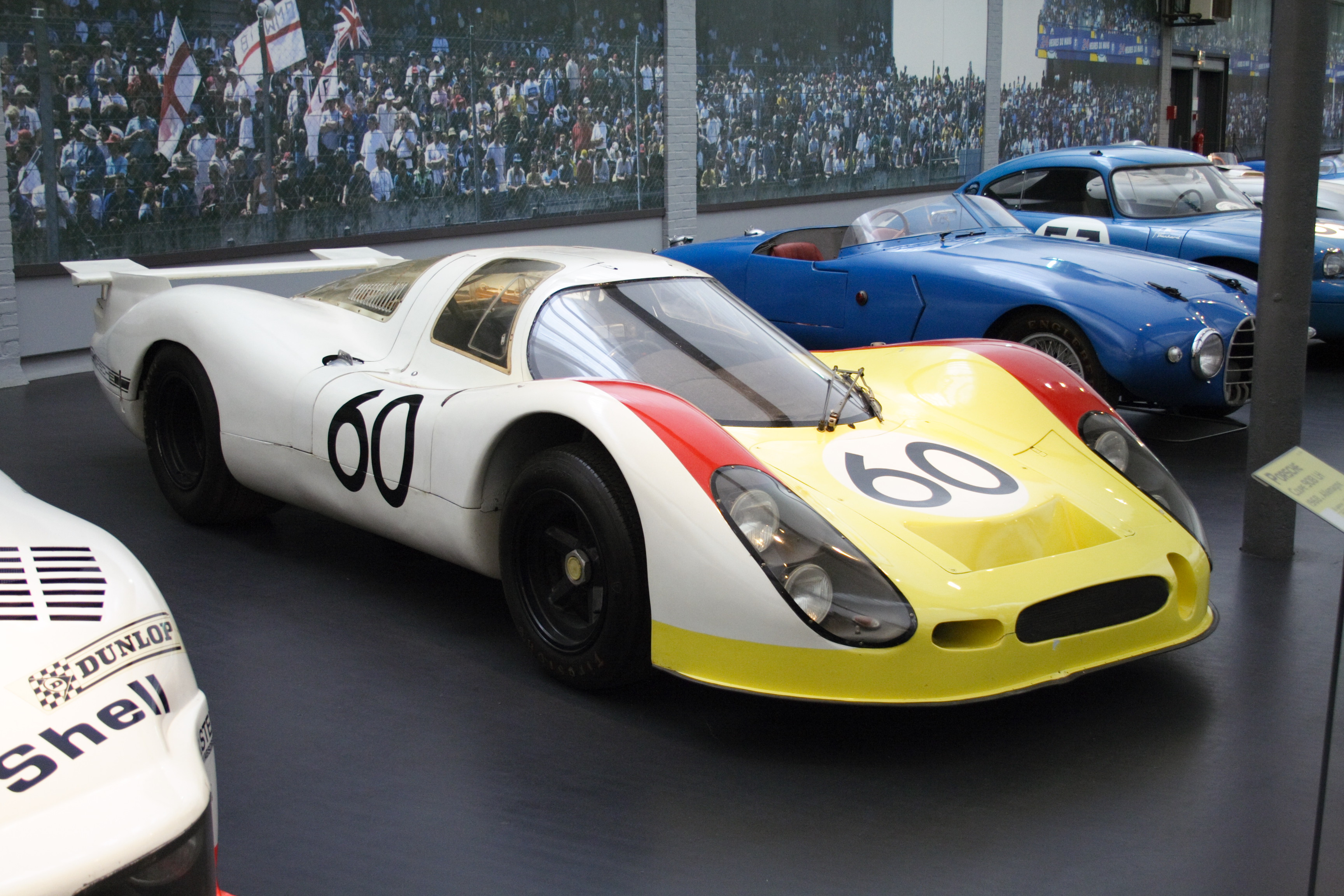
La Porsche 908 LH troisième au Mans également en 1972, avec Jöst, Weber et Casoni.

Il dispute les 24 Heures du Mans à six reprises, obtenant une troisième place en 1972 notamment avec Reinhold Joest, puis une quatrième en 1975 (toujours avec Jöst), après avoir été sixième en 1968. Lors du surprenant podium de 1972, l'équipe allemande du Siffert ATE Racing a engagé pour l'équipage une Porsche 908 LH déjà troisième lors de l'édition de 1968, alors exposée au musée des frères Schlumpf à la Cité de l'automobile de Mulhouse, où elle retourne après sa seconde troisième place au Mans.
1975 est l'une des meilleures saisons de Casoni, avec associé à Jöst en Championnat du monde des voitures de sport des deuxièmes places sur 908 au mois d'avril aux 800 kilomètres de Dijon et aux 1 000 kilomètres de Monza, puis des troisièmes aux 1 000 kilomètres de Pergusa (Coppa Florio, à Pergusa) et de Zeltweg. En août puis septembre il gagne de nouveau une Coppa Città di Enna -cette fois en championnat d'Italie Gr.5 Sport-, puis les 2 Heures de Vallelunga toujours en championnat Gr.5, avant de conclure en fin de mois par une autre troisième place aux 6 Heures de Monza, sur Porsche 911 Carrera RSR en Euro GT.
En 1978, Casoni est encore vainqueur des 400 kilomètres de Vallelunga, avec Jöst à bord d'une 908 en Championnat d'Europe des voitures de sport et Gr.6 italien.